# Amy Bauernschmidt

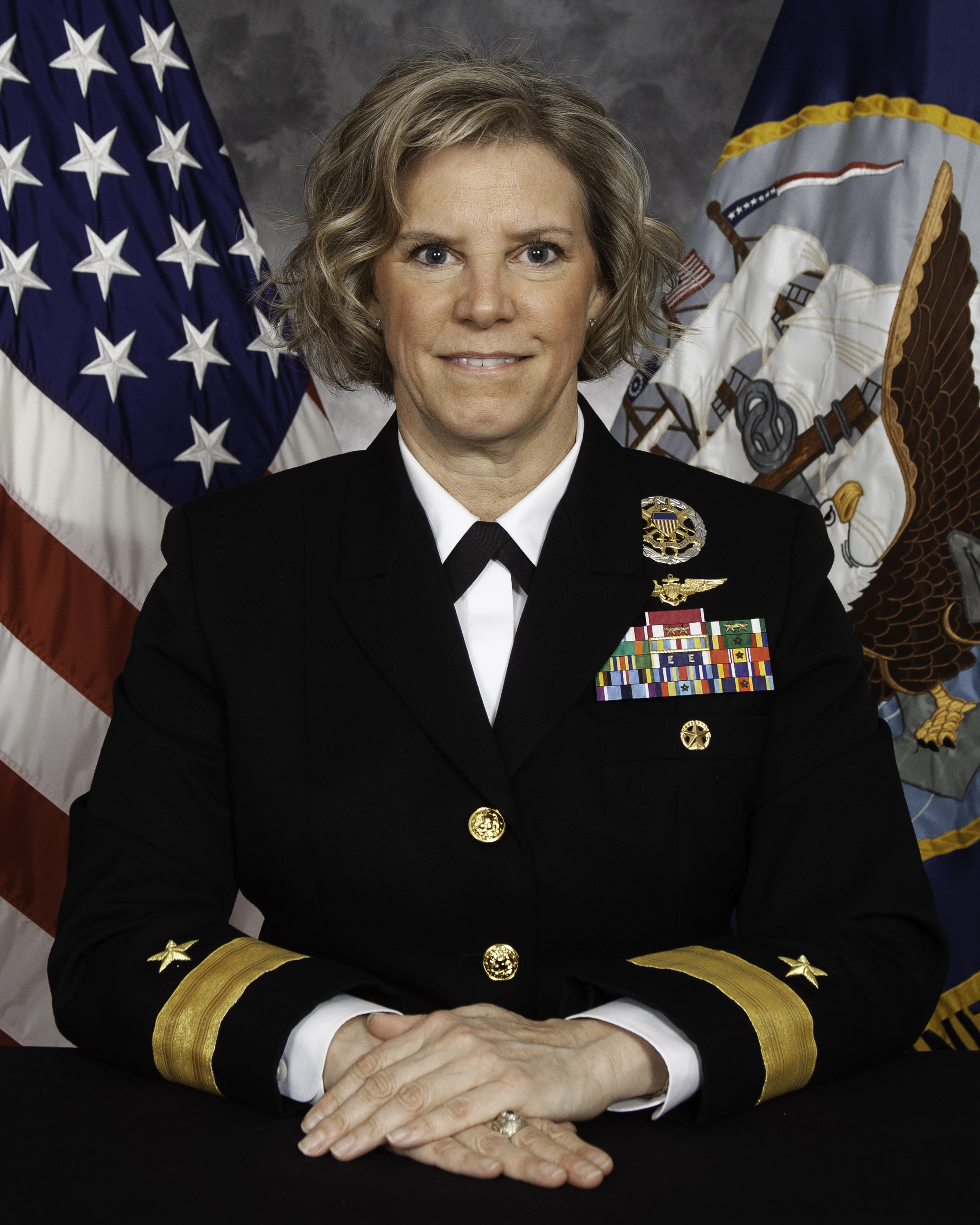
Rear Admiral (lh) Amy Bauernschmidt (2024)

Amy N. Bauernschmidt (* 10. Dezember 1970 in Milwaukee) ist ein Rear Admiral der United States Navy und war im August 2021 als Captain die erste Frau, die Kommandantin eines amerikanischen Flugzeugträgers wurde.
Bauernschmidt absolvierte eine Ausbildung zum Marineoffizier an der United States Naval Academy in Annapolis, Maryland, die sie 1994 abschloss. Anschließend wurde sie zur Hubschrauberpilotin ausgebildet und 1996 zur Leichten U-Jagd-Hubschrauber-Staffel 45 „Wolfpack“ (Helicopter Anti-submarine Squadron Light 45/HSL-45) in San Diego, Kalifornien, versetzt. Während der Zeit in dieser Staffel war sie auf dem Zerstörer USS John Young (DD-973) eingeschifft und nahm an Operationen im nördlichen Persischen Golf teil.
Von 2001 bis 2004 diente sie als Fluglehrerin in der Leichten U-Jagd-Hubschrauber-Staffel 41 „Seahawks“ ebenfalls in San Diego. Daran schloss sich eine Tätigkeit als Adjutantin des Kommandeurs der Flugzeugträgerkampfgruppe 7 (CSG-7), der USS John C. Stennis Strike Group an. Von dort wurde sie zur Leichten U-Jagd-Hubschrauber-Staffel 51 „Warlords“ in Atsugi, Japan. Mit dieser Staffel war sie auf dem Flugzeugträger Kitty Hawk eingeschifft, dem damals ältesten Träger der U.S. Navy.
In ihrem ersten eigenständigen Kommando wurde sie 2011 Kommandeurin der Hubschrauberangriffsstaffel 70 „Spartans“ (Helicopter Maritime Strike Squadron 70/HSM-70). Mit dieser Staffel war sie auf dem Flugzeugträger George H. W. Bush eingeschifft und erhielt die Auszeichnungen „Admiral Jimmy Thach“ und „Captain Arnold J. Isbell“ für herausragende Leistungen bei der Weiterentwicklung der U-Jagd.
2013 wurde sie als Höhere Militärische Beraterin in das Secretary’s Office of Global Women’s Issues at the U.S. State Department versetzt.
Als erstes seegehendes Kommando führte sie das Docklandungsschiff San Diego. Anschließend wurde sie als erste Frau Erster Offizier auf einem Flugzeugträger, ihrem späteren Schiff Abraham Lincoln. Im Dezember 2020 wurde sie für dessen Kommando ausgewählt. Die Übernahme erfolgte am 19. August 2021, am 18. Mai 2023 wurde sie abgelöst.
Sie verfügt über eine Flugerfahrung von mehr als 3000 Stunden.
Am 17. Februar 2023 wurde ihre Auswahl zum Dienstgrad Rear Admiral (lower half) veröffentlicht. Im Juni 2023 übernahm sie die Aufgabe der stellvertretenden Befehlshaberin der 7. U.S. Flotte. Am 24. April 2025 übernahm sie, nunmehr im Dienstgrad Rear Admiral das Kommando über die Carrier Strike Group 1 (CSG 1).